# Emiliano Bermúdez
Emiliano Bermúdez Arias (Montevideo, 9 giugno 1997) è un calciatore uruguaiano, portiere del Dep. Maldonado.

## Carriera
Cresciuto nel settore giovanile del Liverpool (M), nel 2017 viene ceduto al Cerrito con cui debutta fra i professionisti giocando l'incontro di Segunda División Profesional perso 3-0 contro il Miramar Misiones. L'anno seguente viene acquistato dal Danubio che lo aggrega al proprio settore giovanile; debutta nella massima divisione uruguaiana il 6 ottobre 2020 giocando da titolare il match pareggiato 0-0 contro il Dep. Maldonado.

## Statistiche
Statistiche aggiornate al 18 febbraio 2021.

### Presenze e reti nei club
| Stagione        | Squadra         | Campionato      | Campionato | Campionato | Coppe nazionali | Coppe nazionali | Coppe nazionali | Coppe continentali | Coppe continentali | Coppe continentali | Altre coppe | Altre coppe | Altre coppe | Totale | Totale | Totale |
| Stagione        | Squadra         | Comp            | Pres       | Reti       | Comp            | Pres            | Reti            | Comp               | Pres               | Reti               | Comp        | Pres        | Reti        | Pres   | Reti   |        |
| --------------- | --------------- | --------------- | ---------- | ---------- | --------------- | --------------- | --------------- | ------------------ | ------------------ | ------------------ | ----------- | ----------- | ----------- | ------ | ------ | ------ |
| 2017            | Cerrito         | SD              | 4          | -8         |                 | -               | -               |                    | -                  | -                  |             | -           | -           | 4      | -8     |        |
| 2020            | Danubio         | PD              | 4          | -5         |                 | -               | -               |                    | -                  | -                  |             | -           | -           | 4      | -5     |        |
| Totale carriera | Totale carriera | Totale carriera | 8          | -13        |                 | -               | -               |                    | -                  | -                  |             | -           | -           | 8      | -13    |        |